# ساکورا-کو، سایتاما
ساکورا-کو (به لاتین: Sakura-ku) یک منطقهٔ مسکونی در ژاپن است که در سایتاما واقع شده‌است. ساکورا-کو ۱۸٫۶۴ کیلومتر مربع مساحت و ۹۸٬۰۲۹ نفر جمعیت دارد.